# 葱烧海参

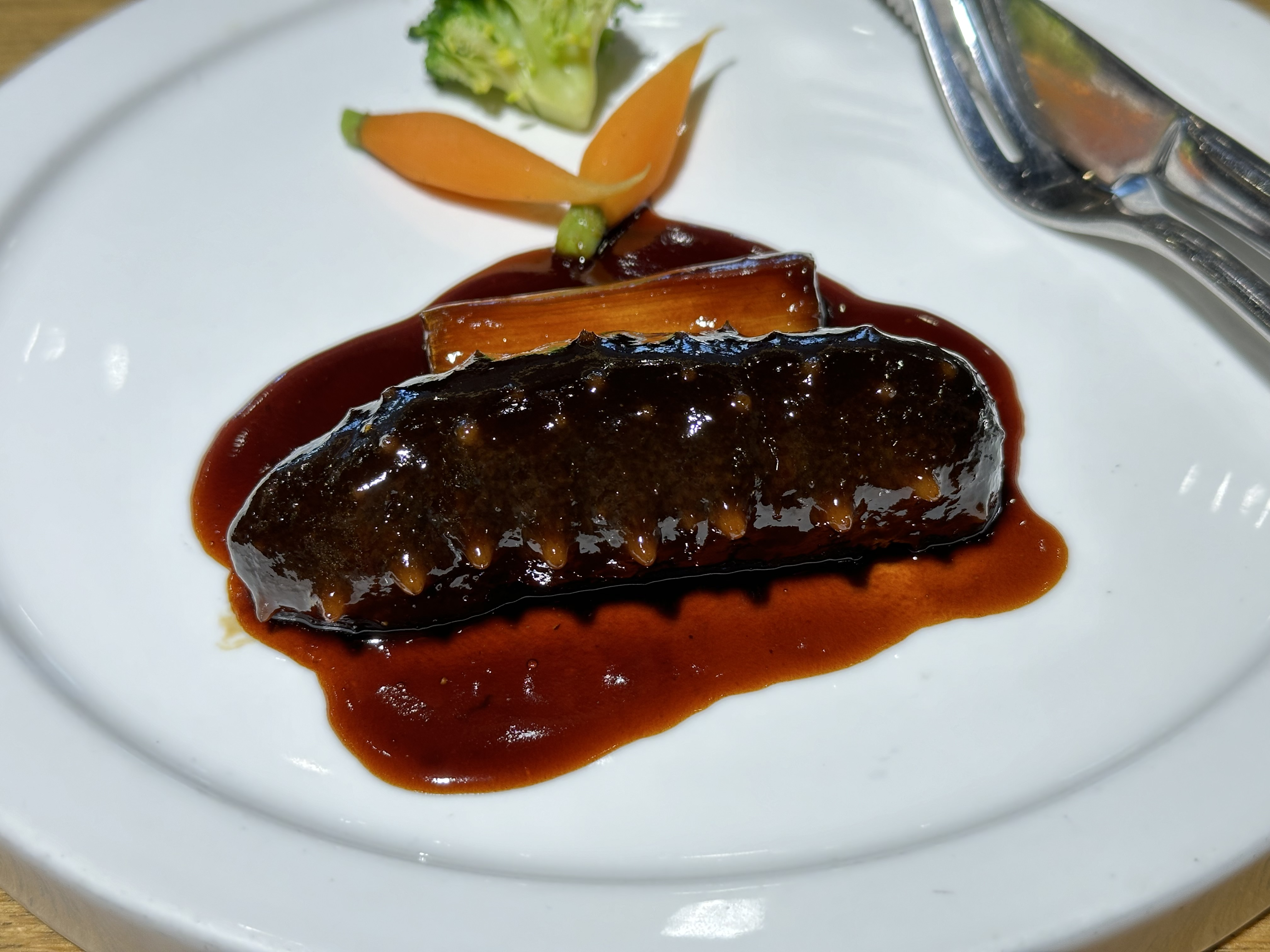
北京丰泽园的「葱烧关东参」

葱烧海参是一道经典鲁菜和辽菜，以水发海参和大葱为主料，酱汁浓郁。籍贯福山的厨师王世珍、王义均对此菜进行了改良，使之成为北京丰泽园饭店的招牌菜之一。